# Android 12
Android 12 е дванадесетата основна версия и 19-та версия на Android, мобилната операционна система, разработена от Open Handset Alliance. Първата бета версия бе пусната на 18 май 2021 г. Android 12 бе пуснат публично на 4 октомври 2021 г. чрез Android Open Source Project (AOSP) и стана достъпен за поддържани устройства  Google Pixel на 19 октомври 2021 г.
Към юли 2023 г. Android 12 е втората най-широко използвана версия на Android с 682 милиона устройства. Първите телефони с Android 12 са Google Pixel 6 и 6 Pro .

## История
Android 12 (с вътрешно кодово име Snow Cone) е обявен за пръв път в блог за Android, публикуван на 18 февруари 2021 г.  След това предварителният преглед за разработчици бива пуснат незабавно, с два допълнителни прегледа, планирани през следващите два месеца. По-късно са планирани четири месечни бета издания, започващи през май, като последното от тях достига стабилност на платформата през август, като общата наличност идва малко след това.
Втората предварителна версия за разработчици е пусната на 17 март 2021 г. и последвана трета такава на 21 април. Първата бета версия стартира на 18 май 2021 г. Последвана е от бета 2 на 9 юни, която получава актуализация за корекция на грешки до 2.1 на 23 юни. Следва третата бета пусната на 14 юли, като тя получава получава актуализация за корекция на грешки до версия 3.1 на 26 юли.  Бета версия 4 е пусната на 11 август 2021 г. Петата бета версия, която не е планирана в първоначалния план, излиза на 8 септември 2021 г. Стабилната версия на Android 12 е пусната в Android Open Source Project на 4 октомври, преди да получи своето публично разпространение на 19 октомври, съвпадайки със събитието за представяне на Pixel 6.
През октомври 2021 г. Google обяви Android 12L, междинна версия на Android 12, включваща подобрения, специфични за сгъваеми телефони, таблети, екрани с размер на настолен компютър и Chromebook, както и модификации на потребителския интерфейс, за да го приспособи към по-големи екрани. По план стартира в началото на 2022 г. Предварителният преглед за разработчици на Android 12L е публикуван през октомври 2021 г., последван от бета 1 през декември 2021 г., бета 2 през януари 2022 г. и бета 3 през февруари 2022 г. Стабилната версия на Android 12L за устройства с големи екрани е разпространена на 7 март 2022 г. и е пусната като „Android 12.1“ за смартфони Pixel на същата дата, освен за Pixel 6 и Pixel 6 Pro.